# Alexander Danilowitsch Nosdratschow

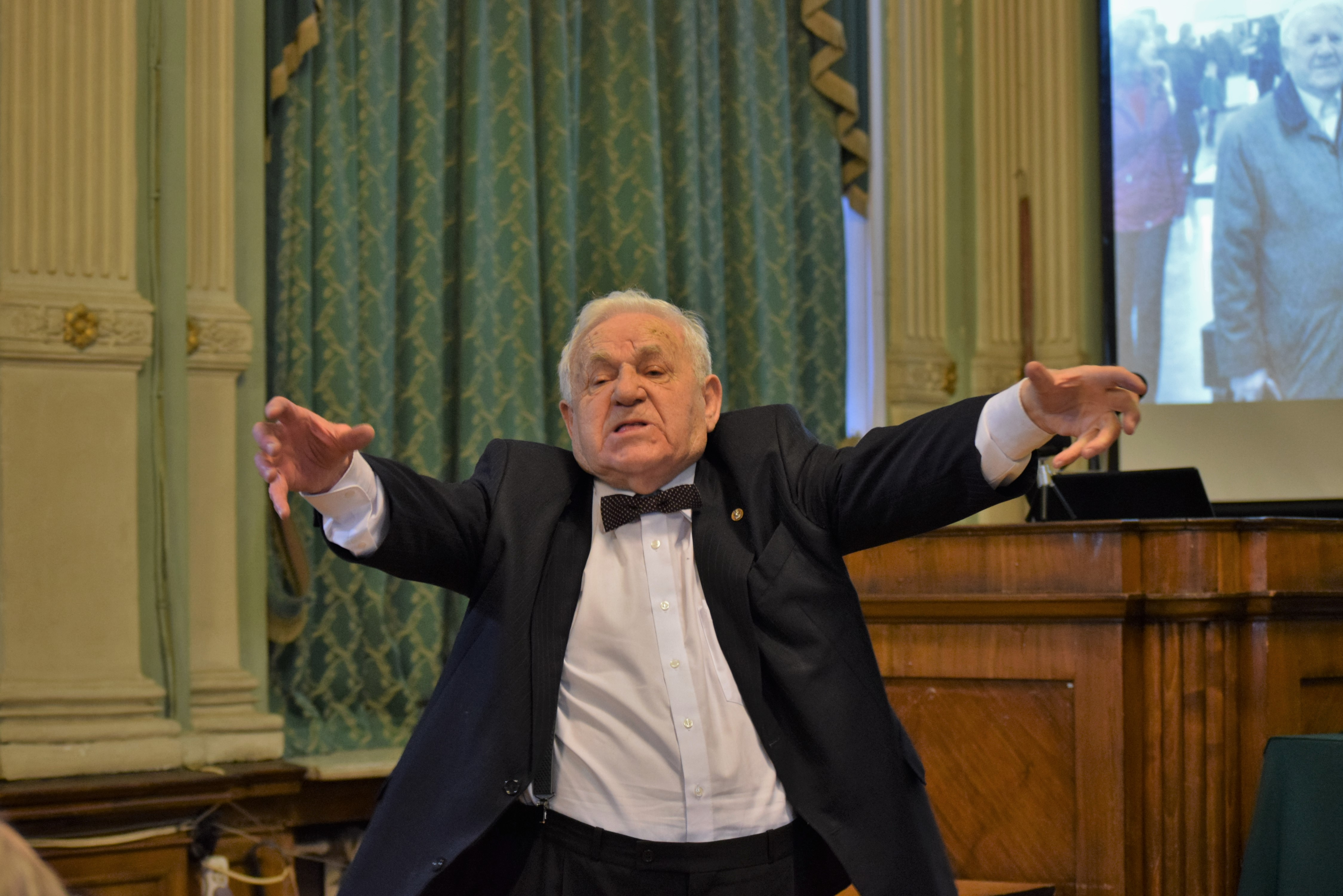
Rede von A.D. Nozdrachev am Pawlow-Institut für Physiologie der Russischen Akademie der Wissenschaften

Alexander Danilowitsch Nosdratschow (russisch Александр Данилович Ноздрачёв; * 25. Oktober 1931 in Karatschew; † 19. Juni 2022 in Sankt Petersburg) war ein sowjetisch-russischer Neurophysiologe, Psychophysiologe und Hochschullehrer.

## Leben
Nosdratschow studierte am Witebsker Veterinär-Institut mit Abschluss 1954. Nach der anschließenden Aspirantur verteidigte er 1957 mit Erfolg seine Dissertation über die Topographie und Anatomie der Innervation der Beckenorgane von Kühen für die Promotion zum Kandidaten der Veterinär-Wissenschaften. Darauf wurde er Wissenschaftlicher Mitarbeiter des Leningrader Instituts für Experimentelle Medizin der Akademie der Medizinischen Wissenschaften der UdSSR.
1960 wechselte Nosdratschow in das I.-P.-Pawlow-Institut für Physiologie der Akademie der Wissenschaften der UdSSR (AN-SSSR, seit 1991 Russische Akademie der Wissenschaften (RAN)), in dem er schließlich das Laboratorium für Rezeptionsphysiologie leitete und Abteilungsleiter wurde (bis 1981). 1967 verteidigte er mit Erfolg seine Dissertation über die elektrophysiologische Untersuchung der Corticosteroide und der Funktionen des peripheren Teils des sympathischen Nervensystems für die Promotion zum Doktor der biologischen Wissenschaften.
Ab 1981 leitete Nosdratschow den Lehrstuhl für Allgemeine Physiologie der Universität Leningrad (ab 1991 Universität St. Petersburg), dessen Professor er wurde (bis 2008). Gleichzeitig leitete er die Abteilung für Physiologie des Nervensystems des Uchtomski-Instituts für Physiologie der Universität Leningrad.
Nosdratschows Forschungsschwerpunkt wurde die Physiologie des vegetativen Nervensystems. Auf der Basis der Ergebnisse seiner Mikroelektrodenuntersuchungen entwickelte er das Konzept des Metasympathicus als dritten Bestandteil des vegetativen Nervensystems, den er detailliert untersuchte und beschrieb.
1991 wurde Nosdratschow zum Korrespondierenden Mitglied und 1997 zum Vollmitglied der RAN gewählt. Er wurde Mitglied des Büros der Abteilung für physiologische Wissenschaften der RAN und Vorsitzender der Problemkommission des Wissenschaftlichen Rats für physiologische Wissenschaften der RAN. Er wurde Mitglied des Präsidiums des St. Petersburger Wissenschaftszentrums dr RAN und Mitglied des Zentralrats der I.-P.-Pawlow-Gesellschaft für Physiologie der RAN sowie Vorsitzender der St. Petersburger Gesellschaft für Physiologie und Mitglied in- und ausländischer wissenschaftlichen Gesellschaften, darunter die Russische Akademie für Naturwissenschaften.
Nosdratschow initiierte die Errichtung des 2002 eingeweihten Denkmals im Hof des Hauptgebäudes der Universität St. Petersburg für die Versuchskatze, der die Welt viele herausragende physiologische Entdeckungen verdankte.
Er starb am 19. Juni 2022 im Alter von 90 Jahren in Sankt Petersburg.

## Ehrungen, Preise
- Bykow-Preis der AN-SSSR (1988)[2]
- Staatspreis der Russischen Föderation (1994)[10]
- Preis der Regierung der Russischen Föderation im Bereich Bildung (1999, 2005)[11][12]
- Verdienter Wissenschaftler der Russischen Föderation (1999)[13]
- I.-P.-Pawlow-Goldmedaille der RAN (2005)[6]
- I.-P.-Pawlow-Preis der Regierung der Stadt St. Petersburg und des St. Petersburger Wissenschaftszentrums der RAN (2006)[2]
- Preis des Präsidiums der RAN für die beste populärwissenschaftliche Arbeit (2006, 2012)[2]

Nosdratschows Namen trägt seit 2002 der von Tamara Michailowna Smirnowa 1975 entdeckte Asteroid (18288) Nozdrachev.